# Любче (Ковельський район)
Лю́бче — село в Україні, у Ковельській міській громаді Ковельського району Волинської області. Населення становить 58 осіб.
Біля села розташований ботанічний заказник «Любче».

## Історія
У 1906 році село Щуринської волості Луцького повіту Волинської губернії. Відстань від повітового міста 26 верст, від волості 13. Дворів 102, мешканців 626.

## Населення
Згідно з переписом УРСР 1989 року чисельність наявного населення села становила 60 осіб, з яких 27 чоловіків та 33 жінки.
За переписом населення України 2001 року в селі мешкало 57 осіб.

### Мова
Розподіл населення за рідною мовою за даними перепису 2001 року:
| Мова       | Чисельність | Відсоток |
| ---------- | ----------- | -------- |
| українська | 57          | 98,28%   |
| російська  | 1           | 1,72%    |
| Усього     | 58          | 100%     |